# Roseville (Minnesota)
Roseville è un comune degli Stati Uniti d'America, situato in Minnesota, nella contea di Ramsey.